# 이제인 (성우)
이제인(1981년 6월 6일 ~ )은 한국의 여자 성우다. 2009년 KBS 34기로 입사했으며 한국방송 성우극회 소속이다.

## 주요 출연작품

### 애니메이션
- 명탐정 코난 (애니맥스) - 김효지 / 메이드 / 김선례 / 빛나 / 황승연 / 범인3
- 상상친구 꾸메푸메 (KBS) - 릴리 / 티티 / 다나야 아줌마 / 젤루
- 어떤 마술의 금서목록 (애니맥스) - 미사카 시스터즈 / 라스트 오더 / 로라 스튜어트
- 폭풍우 치는 밤에 Secret Friends (애니맥스) - 미이
- 플루팔루 대모험(KBS Kids)
- 피쉬와 칩스 (KBS)
- 토마스와 친구들 (KBS) (시즌 16~21만)

### 애니메이션 영화
- 시간을 달리는 소녀 - 미유키
- 쿵후팬더 : 영웅의 탄생 - 고고
- 코비: 블루 엘리펀트의 전설 - 샤샤 / 폴리 외

### 영화
- 노트북 (KBS) - 새라 (헤더 월퀴스트)
- 버틀러 (KBS) - 카스바움 (닐라 고든) / 에이브러햄 (라제시 스미스)
- 본 아이덴티티 (KBS) - 은행원(카이트 테니슨) / 요트 회사 직원(케이티 타인) / 호텔 전화원
- 사랑할 때 버려야 할 아까운 것들 (KBS) - 크리스틴 (케이디 스트리클런드)
- 스파이 게임 (KBS) - 글래디스 제닙 (마리애나 장바티스트)
- 쓰리 킹즈 (KBS) - 캐시 데이치(주디 그리어)
- 언터처블: 1%의 우정 (KBS) - 엘레노어(도로시 브리에르) / 드리스의 동생
- 오션스 일레븐 (KBS) - 러스티의 친구(홀리 마리 컴즈) / 심문관
- 은하수를 여행하는 히치하이커를 위한 안내서 (KBS) - 은하 뉴스 앵커(켈리 맥도널드)
- 자유로운 세계 (KBS) - 통역(말고르자타 자와츠카)
- 작은 아씨들 (KBS) - 벨(코니 클락)
- 조조: 황제의 반란 (KBS) - 시녀(염니)
- 오만과 편견 (KBS) - 메리 베넷 (타룰라 라일리)

### 외화
- 닥터 후 (KBS) - 클레어 (에마 커니프)
- 초한지 (KBS) - 우희 (리이샤오)
- 한나의 선택 (KBS) - 베라

### 내레이션
- KBS 파노라마 '결혼없는 청춘'편](KBS 1TV)
- 겟잇스타일 시즌 2~4 (온스타일)
- 생방송 좋은아침 (SBS)
- 정준영의 비스투핏 (엠넷)
- THE SHOW 시즌 1~3 (SBS MTV)
- 사랑합니다 대한민국(KTV)
- BBC 자연다큐 스페셜(JTBC)
- 환경스페셜 '반딧불이'편 (KBS 1TV)
- 여행과 풍경(연합뉴스)
- 전국시대(충주MBC)